# Final Straw
Final Straw è il terzo album in studio del gruppo britannico degli Snow Patrol.

## Tracce
1. How to Be Dead – 3:23
2. Wow – 4:06
3. Gleaming Auction – 2:06
4. Whatever's Left – 2:41
5. Spitting Games – 3:48
6. Chocolate – 3:11
7. Run – 5:57
8. Grazed Knees – 2:56
9. Ways & Means – 4:49
10. Tiny Little Fractures – 2:28
11. Somewhere a Clock is Ticking – 4:34
12. Same – 3:55